# Svetovna mreža biosfernih rezervatov
Unescova svetovna mreža biosfernih rezervatov (WNBR) zajema mednarodno določena zaščitena območja, znana kot naravni rezervat, ki naj bi bila zgled za uravnotežen odnos med ljudmi in naravo (npr. spodbujala trajnostni razvoj). Mreža je vzpostavljena v okviru programa Človek in biosfera (MAB).

## Poslanstvo
Svetovno omrežje biosfernih rezervatov (WNBR) programa MAB je sestavljeno iz dinamične in interaktivne mreže rezervatov. Prizadeva si za spodbujanje harmoničnega vključevanja ljudi in narave za trajnostni razvoj s pomočjo participativnega dialoga, izmenjave znanja, zmanjševanja revščine, izboljšav blaginje ljudi, spoštovanja kulturnih vrednot in z izboljšanjem sposobnosti družbe za soočanje s podnebnimi spremembami. Spodbuja sodelovanje sever-jug in jug-jug ter predstavlja edinstveno orodje za mednarodno sodelovanje z izmenjavo izkušenj in znanja, krepitvijo zmogljivosti in spodbujanjem najboljših praks.

## Omrežje
Od leta 2024 je skupno članstvo doseglo 759 biosfernih rezervatov v 136 državah (vključno z 38 čezmejnimi območji), ki se pojavljajo v vseh regijah sveta. Mjanmar je imel svoj prvi biosferni rezervat vpisan leta 2015. To že upošteva nekatere biosferne rezervate, ki so bili skozi leta umaknjeni ali revidirani, saj se je fokus programa premaknil s preprostega varstva narave na rezervate, ki kažejo tesno interakcijo med človekom in okoljem.
| UNESCO regija              | Število biosfernih rezervatov | Ševilo držav |
| -------------------------- | ----------------------------- | ------------ |
| Afrika                     | 86                            | 31           |
| Arabske države             | 35[B]                         | 14           |
| Azija in Pacifik           | 168                           | 40           |
| Evropa in Severna Amerika  | 306                           | 24           |
| Latinska Amerika in Karibi | 132                           | 22           |

| A Vir: World Network of Biosphere Reserves, UNESCO, 2022                                                   |
| B Includes the "Intercontinental Biosphere Reserve of the Mediterranean", shared between Morocco and Spain |

## Merila in postopek rednega pregleda
Člen 4 Zakonskega okvira Svetovne mreže biosfernih rezervatov opredeljuje splošna merila za določitev območja za biosferni rezervat, kot sledi:
1. Vključevati mora mozaik ekoloških sistemov, reprezentativnih za glavne biogeografske regije, vključno s stopnjevanjem človeških posegov.
2. Pomembna naj bi bila za ohranjanje biološke raznovrstnosti.
3. Zagotoviti mora priložnost za raziskovanje in predstavitev pristopov k trajnostnemu razvoju na regionalni ravni.
4. Imeti mora primerno velikost, da služi trem funkcijam biosfernih rezervatov – ohranjanje, razvoj in logistična podpora.
5. Te funkcije bi moral vključevati z ustreznim coniranjem, prepoznavanjem jedrnih, varovalnih in zunanjih prehodnih območij.
6. Zagotoviti je treba organizacijsko ureditev za vključitev in sodelovanje ustreznega nabora javnih organov, lokalnih skupnosti in zasebnih interesov, med drugim pri načrtovanju in izvajanju nalog biosfernega rezervata.
7. Poleg tega je treba zagotoviti določbe za:

1. mehanizmi za upravljanje človeške uporabe in dejavnosti v varovalnem pasu ali rezervatih;
2. politiko ali načrt upravljanja območja kot biosfernega rezervata;
3. imenovani organ ali mehanizem za izvajanje te politike ali načrta;
4. programi za raziskovanje, spremljanje, izobraževanje in usposabljanje.

Člen 9 statutarnega okvira navaja, da je treba »status vsakega biosfernega rezervata redno pregledovati vsakih deset let na podlagi poročila, ki ga pripravi zadevni organ, na podlagi meril iz člena 4«. Če biosferni rezervat ne izpolnjuje več meril iz 4. člena, se lahko zadevni državi priporoči, da sprejme ukrepe za zagotovitev skladnosti. Če biosferni rezervat v razumnem roku še vedno ne izpolnjuje meril iz 4. člena, se območje ne bo več imenovalo biosferni rezervat, ki je del omrežja.

## Ukinitev
9. člen zakonskega okvira daje državi pravico, da biosferni rezervat pod svojo jurisdikcijo izloči iz omrežja. 14 držav je iz Svetovne mreže biosfernih rezervatov umaknilo skupno 61 območij (stanje 2022). Nekateri rezervati so bili umaknjeni, potem ko niso več izpolnjevali novejših, strožjih meril za rezervate, na primer glede conacije ali velikosti območja.
Junija 2017, med srečanjem Mednarodnega koordinacijskega sveta programa Človek in biosfera (MAB ICC) v Parizu, so tako Združene države umaknile 17 območij (od prejšnjih skupno 47 območij v državi) iz programa.